# جائزة ديترويت الكبرى 1985
جائزة ديترويت الكبرى 1985 هو سباق فورمولا 1 أقيم بتاريخ 23 يونيو 1985 في ديترويت، ميشيغان. كان السادس من أصل 16 في بطولة العالم لسباقات الفورمولا واحد موسم 1985.

## الترتيب النهائي
| الترتيب | السائق           | النقاط |
| ------- | ---------------- | ------ |
| 1       | ميكيلي ألبوريتو  | 31     |
| 2       | إيليو دي انجيليس | 24     |
| 3       | ألن بروست        | 22     |
| 4       | ستيفان يوهانسون  | 13     |
| 5       | كيكي روزبرغ      | 12     |
| المصدر: |                  |        |